# 森達三

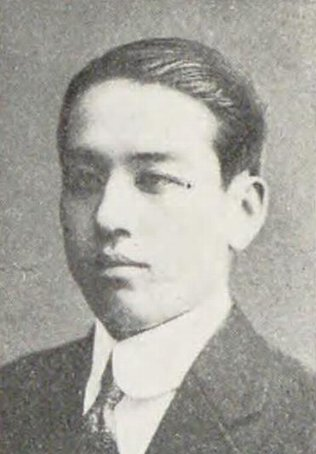
森達三

森 達三（もり たつぞう、1889年（明治22年）10月22日 – 1966年（昭和41年）11月20日）は、日本の衆議院議員（憲政会→立憲民政党）。弁護士。

## 経歴
愛媛県新居郡氷見村（現在の西条市）出身。1916年（大正5年）、東京帝国大学法科大学独法科を卒業。弁護士を開業した。
1920年（大正9年）、第14回衆議院議員総選挙に出馬し、当選。第17回衆議院議員総選挙で再選を果たした。
その他、中外壁紙株式会社取締役、東京調味株式会社社長を務めた。